# Effyh 500

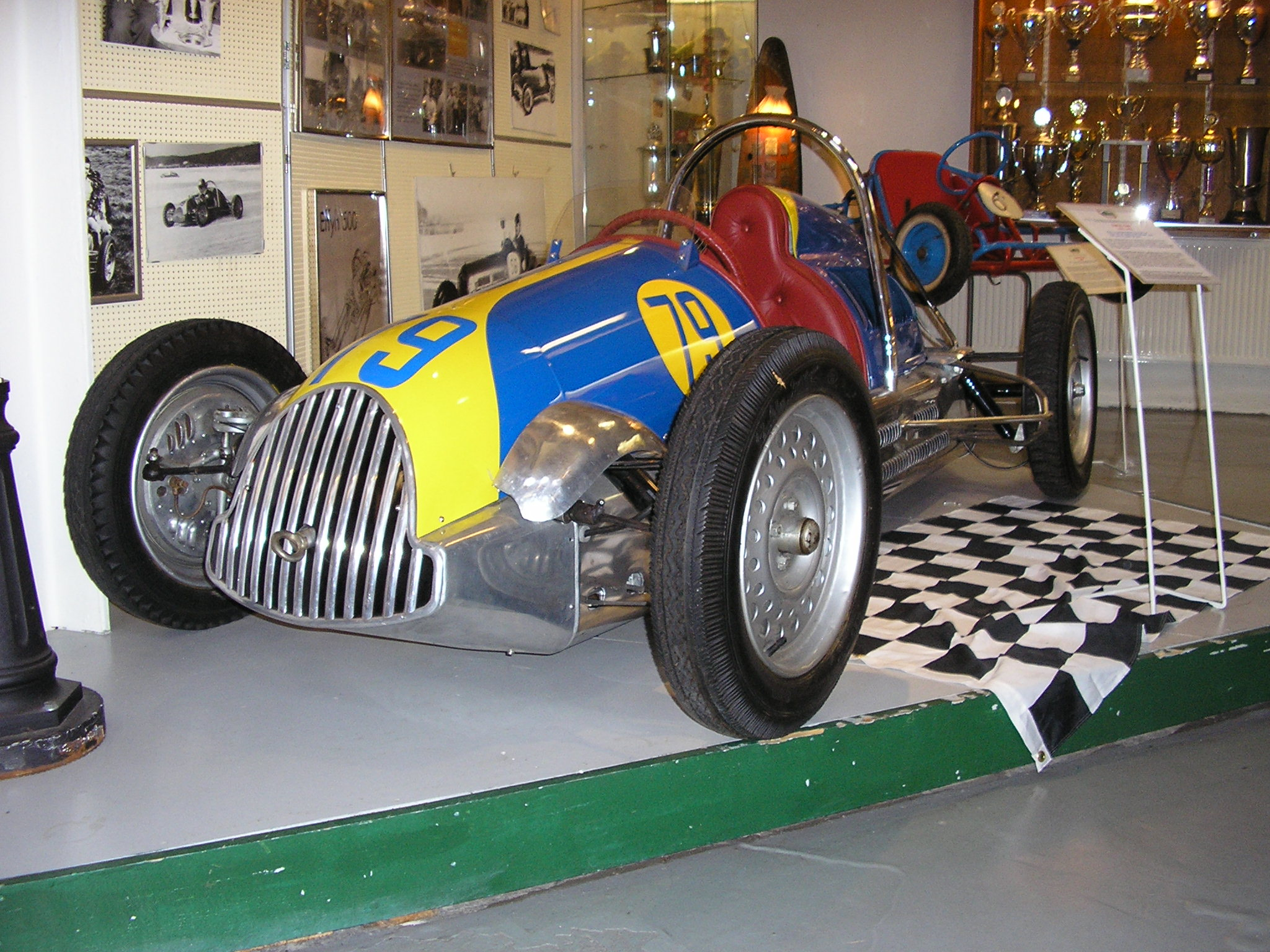
Effyh 500

Effyh 500 var en svensk tävlingsbil i slutet av 1940-talet och början av 1950-talet.

## Historik
Åren efter andra världskriget blev det populärt i många länder att tävla med enkla och billiga bilar, ”midgets”, ofta hemmabyggen. Det skapades en särskild klass för formelvagnar med mc-motorer på högst 500 cm3. Den främste svenske föraren blev Åke Jönsson, ”Halvpannan”, från Arlöv. Hans bil var konstruerad 1947 av bröderna Folke och Yngve Håkansson i Malmö och fick namnet Effyh, ”Eff” för Folke, ”y” för Yngve och ”h” för Håkansson.
Åke Jönsson vann många tävlingar, både i Sverige och i utlandet. Framgångarna gjorde att även andra förare blev intresserade av modellen och en småskalig serieproduktion inleddes. 1950 skapade FIA, Fédération Internationale de l’Automobile, en ny tävlingsklass, formel 3. Åke Jönsson blev mästare 1950, -51 och -52 med sin Effyh. Det var annars brittiska Cooper som dominerade klassen. 1951 tävlade Effyh för första gången i USA.
Sista ordinarie Effyh tillverkades 1953. 1955 specialtillverkade bröderna Håkansson en Effyh åt motorcykelartisten William Arne. Totalt gjordes ”troligen” 55-60 exemplar av bilen, uppgifterna går isär mellan olika källor. Man sålde också ritningar av bilen som alltså blev till varianter av den ursprungliga modellen. Bröderna Håkanssons företag lever vidare ännu 2017, som Håkanssons Truck AB.

## Bilen

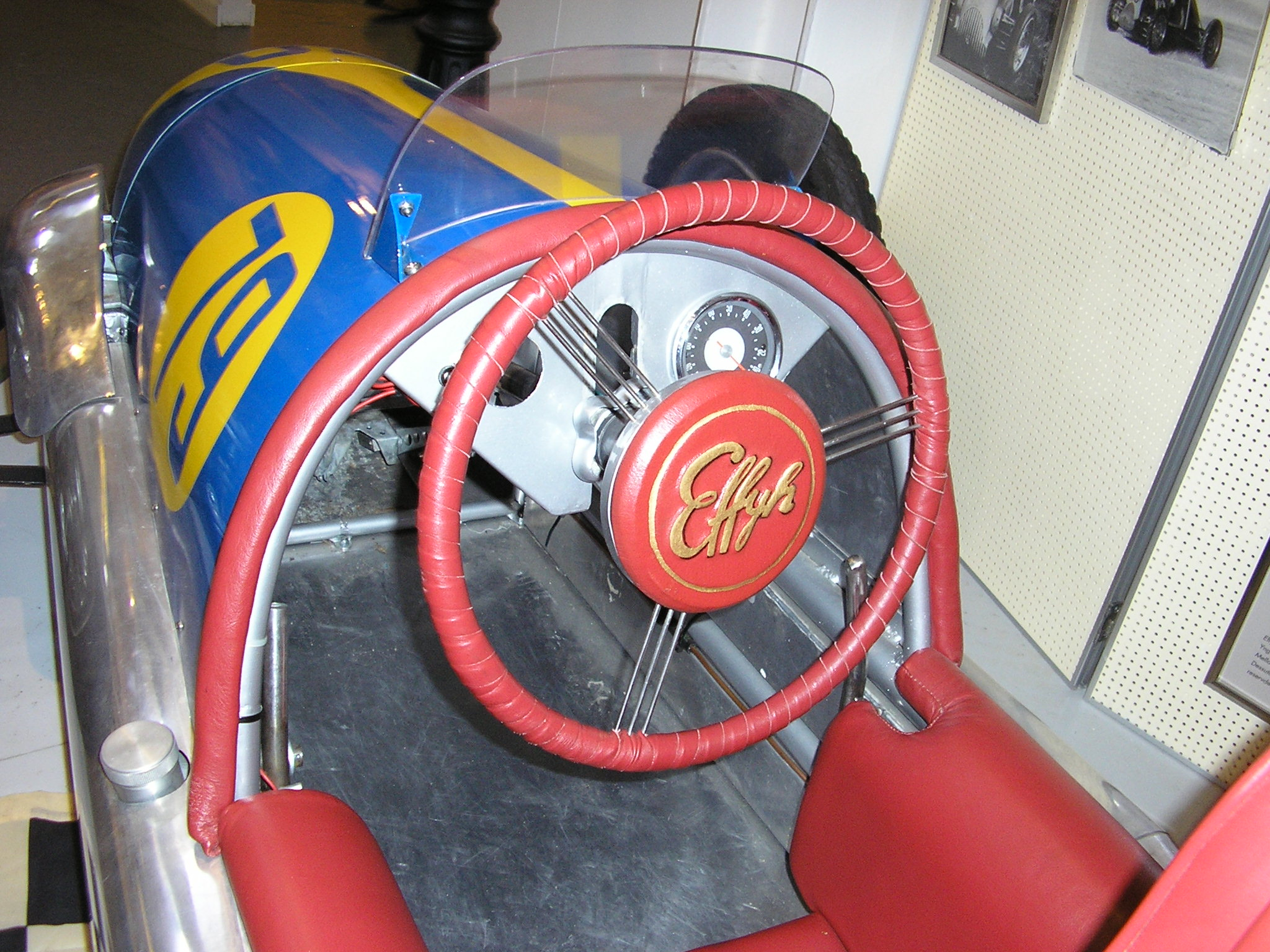
Effyh 500

Bröderna Håkansson hade som förebild Auto Unions förkrigsracer men konstruktionen var deras egen. Man ville ha en lätt bil med låg tyngdpunkt och rätt viktfördelning. Man svetsade en rörram av krommolybdenstål, tog hjul från Fiat, motor från JAP:s motorcykel och växellåda från Norton eller Burman. Enkel kedjedrift. Motorn placerades bakom förarplatsen. Karossen gjordes av aluminium. Man var också tidigt ute med att ha störtbåge och ”nerf bars”, sidoskydd för bakhjulen.
Bilen var gjord för korta lopp på speedwaybana eller is. Man tillverkade senare även en TT-version med större tank, men den luftkylda mc-motorn kunde få problem vid längre lopp.

### Komponenter
- Motor: mc-motor från J.A.P., 1 cylinder, 500 cm3 (senare ibland från Norton eller SRM)
- Växellåda: från Norton eller Burman, 3 eller 4 växlar
- Hjul: från Fiat Topolino

### Dimensioner
- Vikt: 220 kg
- Längd: 2750 mm
- Höjd: 850 mm
- Markfrigång: 100 mm
- Hjulbas: 1950 mm
- Bredd fram: 1100 mm
- Bredd bak: 1200 mm
- Bränsletank: 5 liter

### Angiven prestanda[4]
- Effekt: 40 hkr
- Max hastighet: över 200 km/h (troligen något lägre)[5]
- Acceleration 0-96 km/h: 5,5 s